# Simplecoin
Simplecoin je nejstarší česká online krypto-směnárna, která se zaměřuje na směnu české koruny a eura za kryptoměny bitcoin, bitcoin cash, litecoin, ethereum, ripple a zcash. Kryptoměny je možné nakupovat také za jiné kryptoměny, kterými jsou bitcoin, bitcoin cash a litecoin.

## Historie
Společnost Simplecoin je česká směnárna kryptoměn, jejíž kořeny sahají až do roku 2012, ale funguje od 20. března 2013. V roce 2014 firma zprovoznila polskou jazykovou a měnovou mutaci a v roce 2016 i slovenskou.
V roce 2017 byla společnost zčásti odkoupena nadnárodní firmou General Bytes, světovou dvojkou ve výrobě fyzických bankomatů pro kryptoměny.
V roce 2020 Simplecoin odkoupil svůj podíl firmy zpátky a stal se svým 100% majitelem.

## Kryptosměnárna
Směnit může zákazník od minimální částky 10 euro, popřípadě ekvivalentu v českých korunách (cca 250 Kč). Směna do hodnoty 200 euro v průběhu 10 dnů  nevyžaduje registraci nebo identifikaci zákazníka. Založení účtu je nutné až při překročení této hodnoty.

## Konkurenceschopnost
Z hlediska konkurenceschopnosti je na tom Simplecoin podobně jako většina českých směnáren (např. ccShop). Směna u ní je jednoduchá, bez poplatků, ale obvykle má méně výhodný směnný kurz než její zahraniční konkurence. Obchodní marže u Simplecoinu často se pohybuje od 1 % do 3 % v závislosti na druhu kryptoměny, což je proti např. u Bitstampu (maximální poplatek za transakci 0,35 %) nevýhodné.